# Spanogonicus
Spanogonicus (ook wel: Spanagonicus) is een geslacht van wantsen uit de familie van de Miridae (Blindwantsen). Het geslacht werd voor het eerst wetenschappelijk beschreven door Berg in 1883.

## Soorten
Het genus bevat de volgende soorten:

- Spanagonicus albofasciata Reuter, 1907
- Spanagonicus argentinus Berg, 1883
- Spanagonicus aricanus Carvalho, 1984
- Spanagonicus schusterus
- Spanagonicus tiquiensis Carvalho & Carpintero, 1990